# Carlota Talassi
Carlota Talassi da Silva (Porto, 20 de setembro de 1811 — Lisboa, 4 de setembro de 1891) foi um atriz e tradutora portuguesa do século XIX.

## Biografia
Carlota Talassi nasceu na cidade do Porto, na Rua Nova do Sol, freguesia de Santo Ildefonso, a 20 de setembro de 1811, filha da atriz Catarina Talassi e de pai incógnito.
Os seus pais, também artistas dramáticos, encaminharam desde a mais tenra idade as inclinações da sua filha para o teatro. Tinha apenas 9 anos de idade quando pela primeira vez pisou o palco do Teatro de São João, no Porto. A 13 de maio de 1821, no aniversário do Rei D. João VI, entrava Carlota Talassi no drama Mouros na Hespanha. Bem acolhida pela plateia portuense, continuou a representar e, no mesmo ano, entrou nas peças O esposo pintor, Fils Henrique, Reconciliação de dois irmãos, José 2.º visitando os cárceres da Alemanha, Sensibilidade no crime, sendo, em todas, aclamada pelo público.
Veio para Lisboa com os pais em 1822 e procuraram entrar no Teatro da Rua dos Condes, no entanto, os diretores fecharam-lhes as portas. Em consequência, foram percorrer as Províncias, foram à Galiza e regressaram ao Porto, onde residiram mais três anos. A 14 de outubro de 1825, rumam novamente a Lisboa e entram no Teatro do Salitre, tendo Carlota ali permanecido até à páscoa de 1826. Nessa data, passou à Rua dos Condes, onde sempre representou com agrado dos espectadores, tendo-se afastado devido à instabilidade política que existia no país e que levou ao fecho dos teatros. Depois da entrada em Lisboa de D. Pedro IV em 1833, regressou ao Salitre na qualidade de primeira dama, que lhe tinha sido conferida em 1829. A atriz, que se ia distinguindo na arte dramática, procurou dedicar-se ao estudo da língua portuguesa e francesa, conseguindo fazer algumas traduções que teve o gosto de ver aplaudidas e várias vezes representadas. Entre outras as mais notáveis foram A Câmara Ardente, Bosque de Seuart, O Jovem Marido, O Anjo Tutelar e O Proprietário sem propriedade.

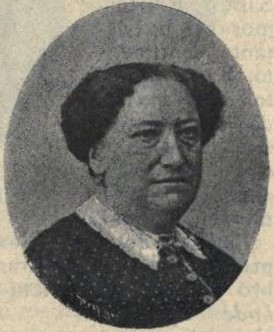
Retrato de Carlota Talassi (publicado no Diccionario do theatro portuguez, em 1908).

A criação da empresa de Emílio Doux e do Conservatório de Lisboa deram nova forma ao teatro português. Com isso exigiu-se um maior escrúpulo nas traduções e, Talassi, não indiferente a esta reforma, corrigiu a sua obra O Jovem Marido, que vai novamente para cena com o título Marido rapaz e mulher velha. A tradução desta comédia difícil foi muito bem aceite pelo público e proporcionou novos créditos a Carlota Talassi, sendo elogiada pelos censores do Conservatório.
Na companhia de Emílio Doux obteve sucesso nos dramas Duquesa de la Vauballiaire, Torre de Nesle, Maria Tudor, Lucrécia Bórgia, Câmara ardente, Um Erro, Joana de Flandres, Catarina Honrard, Luiza de Lignerolles e Compadrice. Em todos estes papeis mostrou compreender perfeitamente o pensamento do poeta e conhecer a sua situação. À empresa de Doux seguiu-e a empresa do Conde de Farrobo e a esta a primeira sociedade de atores do Teatro da Rua dos Condes. Nesta sociedade brilhou como atriz e tradutora. Entrou em variados dramas como Maria d'Alencastre e Pobre das Ruínas, obras originais de Mendes Leal, continuando a distinguir-se e a obter a benevolência do público.
Aos 32 anos de idade, a 24 de dezembro de 1843, na Ermida do Sagrado Coração da Virgem Maria, no Campo Grande (mas com registo na paróquia de Santa Justa), casou com Caetano José da Silva, natural de Santos-o-Velho e filho de Vitorino José da Silva e de sua mulher, Maria Angélica da Piedade.
Em 1846 tratou-se pela primeira vez em Portugal de classificar os atores e de lhes atribuir categorias conforme o seu merecimento artístico. O governo consultou uma comissão de letras e ouviu o parecer dos mais acreditados atores. Depois destas informações, Carlota Talassi foi nomeada "primeira dama absoluta". Passando para o Teatro Nacional D. Maria II e fazendo parte dos atores escriturados aquando da sua inauguração, ali continuou os seus trabalhos artísticos e literários, destacando-se honrosamente a sua prestação na peça Mendiga, drama eximiamente representado pela atriz.
Fez uma magnífica carreira de atriz dramática que durou mais de 40 anos. Abandonou o teatro em 1862, obtendo a sua reforma. Deixou esta atriz uma memória respeitadíssima no Teatro Português, não só pelos seus méritos de artista, mas também pela sua honestidade.
Já afastada do teatro, falece a 4 de setembro de 1891, a duas semanas de completar 80 anos de idade, na sua propriedade do Campo Grande, na casa número 98 da Rua Oriental do Campo Grande, vítima de lesão cardíaca, sendo sepultada em jazigo, no Cemitério dos Prazeres.